# Al Noor Tower
La Al Noor Tower es un rascacielos de 540 metros de altura que se planea construir en Casablanca, Marruecos. Al completarse la construcción, será el edificio más alto de África. El diseño de la torre fue creado por el estudio francés Valode & Pistre Architects.
Aunque la preparación del terreno para la futura construcción del rascacielos comenzó a finales del 2015, las obras se detuvieron a principios del 2016. Hasta el momento se desconoce si el proyecto sigue en pie o si tan solo es un proyecto visionario.